# Agrilus diaguita
Agrilus diaguita é uma espécie de inseto do género Agrilus, família Buprestidae, ordem Coleoptera.
Foi descrita cientificamente por Moore, 1985.